# Somos cinco mil (poema)
"Estadio Chile", "Somos Cinco Mil" o "Canto que mal me sales", es el nombre común de un poema y canción no titulada y acreditada a Víctor Jara creada el 15 de septiembre de 1973, horas previas a su muerte. Jara fue torturado y asesinado por el Ejército de Chile en Santiago con posterioridad al Golpe de Estado en Chile del 11 de septiembre de 1973. El lugar de su muerte fue el Estadio Chile, renombrado luego de la dictadura militar como "Estadio Víctor Jara".

## Historia
El 11 de septiembre de 1973, Víctor Jara acudió a su trabajo en la Universidad Técnica del Estado (UTE), donde fue detenido junto a otros profesores, alumnos y funcionarios. Fue llevado al Estadio Chile, convertido en campo de concentración por los militares. Al ser reconocido por los soldados a cargo, fue torturado en diversas ocasiones (le realizaron quemaduras con cigarrillo, le rompieron los dedos, le cortaron la lengua y lo sometieron a simulacros de fusilamiento).
Después de cuatro días detenidos, el 15 de septiembre de 1973 se supo de la liberación de 2 de ellos. Víctor Jara solicitó a Boris Navia abogado y en ese momento jefe del Departamento de Personal de la UTE- una libreta donde se puso a escribir, siendo interrumpido por 2 soldados que se lo llevaron, siendo asesinado horas después. Los otros detenidos fueron trasladados al campo de concentración del Estadio Nacional, donde Navia descubrió que Víctor Jara no escribió una nota para su esposa, sino que el poema Estadio Chile.
Por sugerencia de Ernesto Araneda, Navia realizó 2 copias del poema en cajetillas de cigarrillos Hilton. Se quedó con el manuscrito original, entregándose las copias a un estudiante y un médico que saldrían en libertad. Durante la revisión al estudiante se encontró la copia que había sido titulada Víctor Jara, siendo forzado a delatar su procedencia. El jurista fue torturado con golpes eléctricos, siendo confiscado el poema que mantenía oculto en la suela del zapato. Finalmente el médico liberado logró sacar la copia del manuscrito y se supone entregado a dirigentes comunistas en la clandestinidad. El poema fue llevado al extranjero, siendo el primero en recibirlo una organización guerrillera peronista en Buenos Aires. Una copia mecanografiada fue entregada al escritor chileno Camilo Taufic, quien la publicó en el libro Chile en la hoguera de 1974, obra difundida clandestinamente en Santiago, donde Boris Navia supo que Estadio había sido rescatado.
El poema fue llevado a Europa por las esposas de los integrantes del grupo Quilapayún, que iniciaban su exilio en octubre de 1973. La esposa de Víctor Jara, Joan Turner, recibió del grupo musical una copia del poema, encargándose de distribuirlo mediante algunas celebridades. Turner presentó su investigación de los días finales de su marido en sus ensayos y en la memoria publicada en 1984 titulada "Una Canción Inacabada (An Unfinished Song)". 
El poema se expone como mural en la entrada al Museo de Memoria y Derechos humanos en Santiago, obra del artista Jorge Tacla.

## Otras versiones
El músico de folk estadounidense Pete Seeger la interpretó en Friends of Chile Benefit Concert hecho en Nueva York en 1974. Seeger la grabó en su disco Banks of marble and other songs de 1974.
La banda chilena Tiemponuevo la registró en Holanda en su disco Dit is Tiempo Nuevo de 1976, con la participación de Payo Grondona. Isabel Parra realizó su interpretación a capela del poema.
Otra banda Chilena que homenajea en sus líricas a este poema es Tenemos Explosivos, con la segunda canción del disco "La virgen de los mataderos" del año 2015 llamada "Regreso a casa". Donde citan a Víctor "me ahogo cuando tengo que cantar espanto, como el que vivo y en el que muero".
El poema ha sido musicalizado e interpretado por Ángel Parra, León Gieco (junto a Pete Seeger), entre otros.
En 1975 la compositora chilena Leni Alexander compuso una obra sinfónica dedicada a la memoria de Jara, titulada Se perdieron en el espacio de las estrellas, en referencia el séptimo verso del poema.
La banda punk española El Último Ke Zierre hace un tributo a este poema a través de la canción "Canto", del álbum Quemaste tus alas de Ángel, lanzado en 2007.